# Pulsnitzer Pfefferkuchen

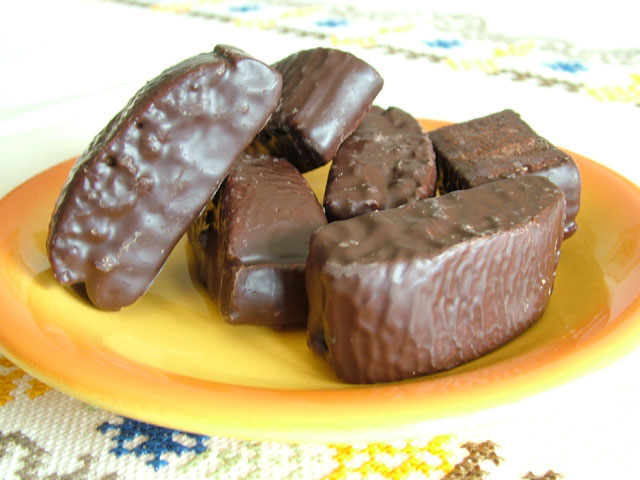
Pulsnitzer Spitzen cubiertos de chocolate.

Los Pulsnitzer Pfefferkuchen (denominación protegida) son una variación del dulce conocido como Lebkuchen originaria del pueblo sajón de Pulsnitz, en Alemania. En dicha localidad hay una fábrica de Lebkuchen y ocho manufacturas tradicionales que lo elaboran de forma artesanal.
Al contrario de lo que parece sugerir su nombre (Pfefferkuchen = "pastel de pimienta"), dicho ingrediente no se utiliza en la fabricación del producto. El término tiene su origen en la Edad Media, época en la que se utilizaba genéricamente la palabra Pfeffer para referirse a las especias exóticas, que son parte fundamental de esta receta.
Los Pulsnitzer Pfefferkuchen originales tienen la peculiaridad de que su masa no contiene grasa. La masa se almacena durante varias semanas e incluso meses para alcanzar su punto. Sólo entonces se sazona y se puede continuar con la preparación. La receta exacta y la proporción de las especias no son públicas, siendo un secreto celosamente guardado por las empresas fabricantes, normalmente negocios familiares.

## Variedades
La variedad más importante son las denominadas Pulsnitzer Spitzen, que están rellenas y recubiertas de chocolate. También hay otras variantes sin rellenar, como por ejemplo el Alpenbrot ("pan de los Alpes"), Pflastersteine ("adoquines") y, recientemente, Pfefferkuchen integral, Pfefferkuchen de espelta integral "bio" y Pfefferkuchen de cáñamo.

## Actualidad
Hoy en día la presencia de puestos de venta de Pfefferkuchen es habitual en el afamado mercado navideño de Dresde. Además, desde 2003, a principios de noviembre tiene lugar en Pulsnitz un mercado del Pfefferkuchen. Durante el resto del año se pueden adquirir Pfefferkuchen en todas las fiestas populares grandes de la región, así como en puestos ambulantes por toda Sajonia

### Revistas
- Treubner, Constanze (2006). «Rezepte streng geheim. Pulsnitzer Pfefferkuchen». Wirtschaft & Markt. Das ostdeutsche Wirtschaftsmagazin (en alemán) 17: 58-59.
- Schubert, Siegmar (2008). «Museum Pfefferkuchenschauwerkstatt Pulsnitz». Zwischen Großer Röder und kleiner Spree (en alemán) 5: 96-99.

### Libros
- Liere, Manfred (2005). Der Lebkuchen. Eine köstliche Weihnachtsgeschichte (en alemán). Pulsnitz: Museum Pfefferkuchen-Schauwerkstatt.
- Naumann, Thomas (2005). Kleine Pfefferkuchen-Bäckerei. Geschichte und Rezepte (en alemán). Leipzig: Buchverlag für die Frau. ISBN 3-89798-162-9.